# Eupithecia edna
Eupithecia edna es una especie de polilla de la familia Geometridae. La especie fue descrita por primera vez por George Duryea Hulst habiendo sido descrita en 1896, con distribución en suroeste de Estados Unidos. El holotipo de la especie fue descrita en Colorado, en el sector del refugio natural Radium en el condado de Grand.

## Descripción
La envergadura es de unos 17 a 22 milímetros (0,7 a 0,9 plg). Las alas anteriores son de color marrón claro con líneas cruzadas negruzcas. Se han registrado adultos volando de mayo a septiembre.
Otros insectos, incluidos los avispones y las hormigas, se alimentan de las orugas de las polillas, incluyendo los escarabajos Cyclolabus gracilicornis que se alimentan de las pupas de las polillas escondidas en sus capullos.

## Distribución
La polilla se ha descrito en los estados de Arizona, California, Colorado, Nevada y Nuevo México.

## Especies similares
Tiene gran parecido con la Eupithecia owenata del que se distingue principalmente por la estructura de los genitales y las antenas, pero no está claro cuán útiles son incluso esos caracteres en su diferenciación. Es también bastante parecida a E. agnesata y E. ornata. Tiene distribución muy similar a la E. longidens.